# Пузур-Ашшур III
Пузур-Ашшур III (аккад.  «Тайна Ашшура») — правитель города Ашшура приблизительно в 1521—1497 годах до н. э.
Основные источники о правлении Пузур-Ашшура III — «Хроника P», «Синхронистическая история» и «Синхронистический царский список».
Сын Ашшур-нирари I. Около 1510 года до н. э. Пузур-Ашшур III заключил мирный договор с вавилонским царём Бурна-Буриашем I. Пузур-Ашшур построил стены вокруг «Нового города» в Ашшуре.
Согласно разным экземплярам «Ассирийского царского списка» Пузур-Ашшур III правил от 14 до 24 лет.